# Morgan (rivière)
Pour les articles homonymes, voir Morgan.

La  rivière Morgan  (en anglais : Morgan River) est un cours d’eau de la région de la  West Coast de l’Île du Sud de la Nouvelle-Zélande.

## Géographie
Elle coule vers l’ouest à partir du petit lac Morgan, situé en altitude dans la chaîne de Kaimata dans les Alpes du Sud, et atteint la rivière Crooked à 18 kilomètres de son embouchure dans le lac Brunner.
(en) Land Information New Zealand, « détail emplacement: Morgan (rivière) », sur New Zealand Gazetteer